# Яш-Майю-Чан-Чак
Яш-Майю-Чан-Чак — правитель Саальского царства со столицей в Наранхо.

## Биография
Яш-Майю-Чан-Чак был преемником своей матери Иш-Вак-Чан-Ахав. Его родителями были Как-У-?-Чан-Чак и Иш-Вак-Чан-Ахав.
В 744 году коалиция во главе Мутуля напала на Сааль. Сааль потерпел поражения, а Стела 5 из Тикаля (столицы Мутуля) свидетельствует, что он был взят в плен и вскоре погиб. Это поражение привело к распаду Сааля. 
Его преемником стал Как-Йипий-Чан-Чак.